# Yokjido
Yokjido är en ö i Sydkorea.   Den ligger i provinsen Södra Gyeongsang, i den södra delen av landet, 300 km söder om huvudstaden Seoul. Arean är 14,4 kvadratkilometer.
Terrängen på Yokjido är lite kuperad. Öns högsta punkt är 359 meter över havet. Den sträcker sig 4,7 kilometer i nord-sydlig riktning, och 6,9 kilometer i öst-västlig riktning.